# Tony Llewellyn-Jones
Tony Llewellyn-Jones (ur. 1949 w Londynie) – australijski aktor telewizyjny i filmowy, producent. Zadebiutował na dużym ekranie w 1975 roku w głośnym dramacie Piknik pod Wiszącą Skałą. W Australii zdobył popularność dzięki roli Doktora Browninga w serialu G.P.

## Nagrody i nominacje
- Nominacja – Australijska Akademia Sztuk Filmowych i Telewizyjnych AACTA 1976 – za: najlepszy aktor drugoplanowy (w filmie Piknik pod Wiszącą Skałą)[1]

## Wybrana filmografia

### Filmy
| Rok  | Tytuł filmu                          | Rola              |
| ---- | ------------------------------------ | ----------------- |
| 1975 | Piknik pod Wiszącą Skałą             | Tom               |
| 1976 | Iluminacje                           | Tony              |
| 1977 | Ostatnia fala                        | Gość na przyjęciu |
| 1977 | Własne spojrzenie                    | Robert            |
| 1979 | Kostas                               | Tony              |
| 1982 | Samotne serca                        | Martin            |
| 1984 | Moja pierwsza żona                   | Doktor            |
| 1984 | Tam gdzie śnią zielone mrówki        | Fitzsimmons       |
| 1986 | Kaktus                               | Father            |
| 1994 | Wygnanie                             | Ojciec Jean       |
| 1996 | Opera u czubków                      | Kirner            |
| 1998 | Tajemnica domu przy Gantry Row       | Dr Harper         |
| 2008 | Ostatnia spowiedź Alexandra Pearce'a | Sorell            |